# Cornelia Street Café
Le Cornelia Street Café, situé 29, Cornelia Street à New York dans le quartier de Greenwich Village, était un café-restaurant réputé pour sa cuisine, pour ses expositions artistiques, ses soirées littéraires et poétiques, ou encore comme club de jazz. Il existe depuis 1977. Il ferme ses portes définitivement le 2 janvier 2019

## Les débuts du Cornelia's
Le Cornelia Street Café ouvre le 4 juillet 1977 à l'initiative de trois artistes new-yorkais : Robin Hirsch, scénariste, auteur et réalisateur, Charles McKenna, acteur, et Raphaela Pivetta, artiste. Le lieu démarre comme café d'artistes, proposant des lectures de textes et de poésies, puis s'étoffant de petites pièces de théâtre, de performances visuelles, d'interventions d'écrivains ou de journalistes, de spectacles de marionnettes, de lectures de contes inuits, et progressivement de quelques concerts de flûte ou de guitare classique. Quelques performances musicales ou visuelles ont parfois lieu à l'extérieur.
En décembre 1977 prend naissance le Monday Night Songwriter's Workshop, un atelier d'écriture et de composition expérimental, à l'initiative de la chanteuse folk (et également serveuse) Carolyne Mas (en). Son groupe fut connu sous le nom de The Songwriter's Exchange, avec la sortie d'un album chez Stash en 1980. La règle du jeu consistait à ce qu'une chanson soit écrite (et au-moins suffisamment travaillée) une semaine à l'avance, puis présentée devant un public d'artistes critiques, avant d'être rejouée la semaine suivante dans sa version corrigée et définitive. Le café était donc un lieu ou les auteurs-compositeurs comme Suzanne Vega (une fidèle participante de ces ateliers) pouvaient perfectionner leur travail, parfois recevoir des conseils d'autres compositeurs, mais surtout tester les réactions du public à leurs chansons dans un environnement favorable. Plus tard, sous l'impulsion du chanteur Jack Hardy (en), ce Songwriter's Exchange est devenu le lieu de production du Fast Folk (en), un magazine coopératif publié de 1982 à 1987.
Certains auteurs-compositeurs de musique folk venaient régulièrement à l'atelier, comme Tom Intondi (en), David Massengill (en), Ray Korona (en), Cliff Eberhardt, Steven Brant, Lucy Kaplansky (en), Rod MacDonald (en), ou Michael Fracasso (en). D'autres artistes ou personnalités ont fréquenté le Cornelia, comme le sénateur et poète Eugene McCarthy, l'avocat activiste William Kunstler, la troupe des Monty Python et la Royal Shakespeare Company.

## L'expansion
Le Cornelia Street Café n'est plus aujourd'hui le lieu alternatif et intimiste de ses débuts. Il s'est agrandi, est devenu un restaurant à la mode, représentatif de l'évolution du quartier de Greenwich Village, et compte désormais trois étages de salles de restaurant (et une grande terrasse pendant l'été), deux cuisines, deux bars, une scène en sous-sol. On peut y écouter l'écrivain et médecin Oliver Sacks, ou le Nobel de chimie Roald Hoffmann (qui y anime le premier dimanche de chaque mois une session scientifique). Environ 700 représentations par an y sont données (deux par soirée, sept jours sur sept), qui vont des conférences littéraires ou scientifiques, aux concerts de jazz ou de musique classique, en passant par le théâtre, la chanson, la poésie, et le cabaret.
Le 1er janvier 2019, Suzanne Vega y joue pour le dernier concert